# L'Homme de Rio
Pour plus de détails, voir Fiche technique et Distribution.
L'Homme de Rio est un film franco-italien réalisé par Philippe de Broca, sorti en 1964.
Cette comédie d'aventure met en scène les péripéties d'un militaire en permission à Paris, joué par Jean-Paul Belmondo, qui se retrouve au Brésil pour secourir sa fiancée, interprétée par Françoise Dorléac, enlevée sous ses yeux pour une mystérieuse histoire de statuettes précolombiennes.

## Synopsis
Le soldat de 2e classe Adrien Dufourquet (Jean-Paul Belmondo) arrive de Besançon à la gare de Lyon à Paris pour une permission d'une semaine au cours de son service militaire. Il laisse sur le quai son camarade de régiment Lebel (Roger Dumas) en lui donnant rendez-vous au même endroit pour reprendre le train huit jours plus tard.
Au même moment, une statuette brésilienne de la civilisation maltèque (une civilisation précolombienne imaginaire) est volée  par deux hommes au musée de l'Homme. À la suite de ce vol amenant le meurtre d'un gardien par une fléchette empoisonnée, le professeur Catalan (Jean Servais) est appelé au musée, où il travaille et où il est rejoint par Agnès de Villermosa (Françoise Dorléac), fille du professeur Villermosa tragiquement disparu, ancien collègue de Catalan.
Un inspecteur de police (Daniel Ceccaldi) enquête et le professeur Catalan lui explique que la statuette faisait partie d'un ensemble de trois, découvertes et emportées par trois explorateurs : lui-même, le professeur Villermosa qui a disparu après cette découverte, et Mario de Castro (Adolfo Celi), un riche homme d'affaires brésilien. Le professeur Catalan est à son tour enlevé devant le musée.
Adrien rejoint « sa fiancée » Agnès de Villermosa chez sa tante où elle habite, alors que l'inspecteur de police y enquête. Celui-ci apprend par les deux femmes que lorsque les Villermosa étaient au Brésil, le professeur a enterré sa statuette dans le jardin de sa villa et Agnès l'a vu et connaît donc l'endroit. Tombant dans un piège, elle sort alors de l'appartement pour déplacer sa voiture (une Morgan Plus 4 rouge) qui gênerait le passage, et elle est enlevée par deux hommes, sous les yeux d'Adrien qui vole alors une moto de police pour se lancer à la poursuite de la voiture des ravisseurs. Ils arrivent à l'aéroport d'Orly (le plus moderne de France à l'époque, alors avec une unique aérogare inaugurée trois ans auparavant), où Adrien constate qu'Agnès, visiblement droguée, embarque dans un Douglas DC-8 de Panair do Brasil entre deux hommes. Par un subterfuge, Adrien réussit aussi à embarquer. Dans l'avion il retrouve Agnès mais elle déclare ne pas le connaître. Pour éviter la police à l'arrivée à Rio de Janeiro, Adrien s'enfuit par le tarmac et rejoint la ville, où il se lie d'amitié avec un petit cireur de chaussures qu'il surnomme « Sir Winston ».
Tous deux suivent l'un des hommes qui ont enlevé Agnès jusqu'au Mirante de Dona Marta (pt), une montagne avec point de vue au-dessus de Rio, où « Sir Winston » amène des touristes, pour faire fuir les hommes qui s'apprêtaient à tuer Adrien. Ils repèrent l'hôtel où les hommes sont descendus, supposant qu'Agnès s'y trouve aussi. Adrien réussit à s'en échapper avec Agnès complètement droguée. Ils se retrouvent sur la plage pour une soirée musicale très romantique. Ils passent la nuit dans la maison de « Sir Winston », bâtie au sommet d'une favela dominant Rio.
Le lendemain Agnès est totalement dégrisée. Ils se rendent dans la villa où Agnès habitait avec son père et réussissent à déterrer la statuette dans le jardin. Mais deux hommes les y attendent, les attaquent et volent la statuette. Adrien et Agnès cherchent dès lors le troisième archéologue, le richissime Mario de Castro, pour le prévenir que sa statuette, la troisième, risque d'être volée. Pour trouver de Castro, ils vont en voiture jusqu'à Brasilia (alors en construction). Sur le trajet ils tombent sur la voiture en panne où se trouve le professeur Catalan qu'ils libèrent de ses ravisseurs.
À Brasilia, Adrien, Agnès et le Pr Catalan retrouvent De Castro, qui est devenu un homme d'affaires prospère faisant fortune dans la construction de la nouvelle capitale du Brésil. De Castro les invite chez lui et donne une fête somptueuse en leur honneur. Au cours de la soirée, De Castro finit par céder à l'insistance de Catalan et l'emmène voir où il cache ses « trésors », dont la fameuse statuette. Catalan ôte sa cravate et étrangle alors avec celle-ci par surprise le milliardaire qui lui tournait le dos, avant de voler la statuette, dévoilant ainsi qu'il est le malfaiteur de l'histoire.
De retour à la fête, Catalan annonce à Adrien, qui s'en inquiétait, que De Castro s'est retiré car il était fatigué, puis se montre très impatient auprès d'Agnès. Le jeune homme se méfie de plus en plus du professeur, d'autant qu'il remarque qu'il porte tout à coup une rose à sa boutonnière, comme celle que portait De Castro. Adrien entre dans la villa et finit par trouver le cadavre de De Castro. Il se précipite au dehors mais ne parvient pas à empêcher Catalan, qui s'est épris d'Agnès, de l'enlever.
Le soleil se lève sur Brasilia. Les hommes de main de Catalan se lancent aux trousses d'Adrien pour le tuer. Quelques acrobaties lui permettent finalement d'échapper à ses poursuivants, après leur avoir fait croire à une chute mortelle du haut d'un immeuble en construction.
Adrien réussit à s'échapper, mais voit Agnès enlevée à bord d'un hydravion Catalina. Il s'empare d'un petit avion de tourisme pour se lancer à sa poursuite, mais doit sauter en parachute quand l'hydravion se pose sur le fleuve entouré par la forêt amazonienne.
Son parachute s'accroche dans un arbre au-dessus du fleuve et il manque d'être dévoré par un caïman, mais il est sauvé par un Français qui l'emmène dans un bar tenu par une chanteuse, Lola (Simone Renant). Il s'avère que le professeur Catalan est chez Lola qui l'a aidé à financer ses recherches. Il lui dit qu'avec les trois statues il va découvrir le trésor des Maltèques, mais Lola est sceptique et surtout jalouse d'Agnès. Les deux Français sont repérés mais les hommes de main de Lola confondent Adrien et l'autre Français. S'ensuit une bagarre générale, moment que choisit le professeur Catalan pour emmener Agnès et remonter le fleuve à la recherche du trésor. Mais Adrien réussit à monter sur le bateau en cachette. Arrivés à destination, Catalan et ses hommes s'enfoncent en forêt en compagnie d'Agnès. Il découvre une grotte où Catalan positionne les trois statues d'une façon précise permettant de refléter une par une les rayons du soleil, découvrant alors par un tout dernier rayon indirect une trappe cachée dans le sol. Il l'ouvre, découvrant une cavité pleine de diamants. Mais des explosions se font alors entendre. Pendant ce temps, Adrien arrive pour sauver Agnès. Ils arrivent à se débarrasser des deux hommes de main de Catalan. Les explosions s'enchaînent et ensevelissent la grotte où le professeur Catalan est tué par la chute de rochers. Adrien et Agnès essaient de fuir les explosions qui abattent les arbres, mais finalement ils découvrent que ce ne sont que des explosions de travaux publics destinées à ouvrir la route transamazonienne avec d'énormes bulldozers.
Ils rentrent en France sans encombre. Adrien a tout juste le temps d'arriver à la gare pour reprendre son train pour Besançon, sa permission étant terminée. Il y arrive même avant son camarade Lebel qui manque de peu de rater le train et arrive exténué, expliquant à Adrien, avant que celui-ci lui raconte quoi que ce soit, qu'il a mis trois heures pour traverser Paris depuis Viroflay à cause de la circulation. Alors Adrien s'exclame, le film finissant sur cette déclaration : « Tout Paris à traverser ! Quelle aventure ! »

## Fiche technique
Sauf indication contraire, les informations mentionnées dans cette section peuvent être confirmées par la base de données cinématographiques Unifrance,  présente dans la section « Liens externes ».
- Titre original et francophone : L'Homme de Rio
- Titre italien : L'uomo di Rio
- Réalisation : Philippe de Broca, assisté d'Olivier Gérard
- Scénario : Daniel Boulanger, Philippe de Broca, Ariane Mnouchkine et Jean-Paul Rappeneau
  - Dialogue : Daniel Boulanger
- Musique : Georges Delerue
  - Chansons : Chorando Sim d'Almeidinha ; O rio e o mar et Serenado do mar de Catulo De Paula
- Décors : Mauro Monteiro Filho
- Photographie : Edmond Séchan
- Son : Jacques Maumont
- Montage : Françoise Javet
- Production : Alexandre Mnouchkine, Georges Danciger
- Sociétés de production :  Les Artistes Associés, Les Films Ariane (France) ;  Vides Cinematografica, Dear Film Produzione (Italie)
- Sociétés de distribution : Les Artistes Associés (France), Euro International Films (Italie)
- Pays de production :  France,  Italie
- Langues originales : français, portugais et anglais
- Format : couleur (Eastmancolor) — 1,66:1 — 35 mm — son mono (Westrex)
- Genre : comédie, aventure, action
- Durée : 110 minutes
- Dates de sortie :
  - France : 28 février 1964[1],[2]
  - Italie : 16 août 1964
  - Belgique : 11 septembre 1964

## Distribution
- Jean-Paul Belmondo : Adrien Dufourquet
- Françoise Dorléac : Agnès Villermosa
- Jean Servais : le professeur Norbert Catalan
- Milton Ribeiro : Tupac, un homme de main
- Simone Renant : Lola, la chanteuse de cabaret
- Adolfo Celi (VF : Georges Aminel) : senhor Mario De Castro
- Ubiracy De Oliveira (VF : Linette Lemercier) : « sir » Winston, le petit cireur de chaussures
- Roger Dumas : Lebel, le camarade de chambrée
- Daniel Ceccaldi : l'inspecteur de police
- Lucien Raimbourg : le général en fauteuil roulant à l'aéroport
- Louise Chevalier : la concierge du professeur Catalan
- Robert Blome : le gardien de musée assassiné
- Nina Myral (VF : Lita Recio): la tante d'Agnès
- Max Elloy : le docteur
- André Tomasi : un douanier à l'aéroport
- Marie Marc : la domestique d'Agnès
- Sabu do Brasil
- Maurice Hartwig
- Silva de Carbalho
- Jacques Piervil
- C.A de Portela
- Christian Bagot : le parisien en Amazonie
- Suzanne Negri
- Annik Malvil : hôtesse de l'air dans l'avion qui va à Rio
- Aubry
- Sebastiao de Oliveira
- Osmar Ferrao
- Zé Keti
- Tarcisio Ramos
- Ubirajara Silva
- Roger Rudel, voix du commandement de bord de la Panair do Brasil
- Martine Sarcey, voix de l'hôtesse de la Panair do Brasil et d'une hôtesse au sol

## Production

### Scénario
L'histoire et la première version du scénario furent rédigées par Ariane Mnouchkine. Seule la séquence du début et celle dans la jungle ont été conservées. Lorsque Jean-Paul Rappeneau intègre l'équipe, Ariane Mnouchkine quitte le projet pour des raisons de divergences artistiques.
Alors que Philippe de Broca avait été approché pour réaliser Tintin et le Mystère de la Toison d'or, première adaptation en prises de vues réelles des Aventures de Tintin, les scénaristes ont admis s'être allègrement inspirés de la série de Hergé,,,, :  
- Tintin au Congo : suspendu à un fil au-dessus des crocodiles et délivré par un piroguier[9] ;
- L'Oreille cassée : le musée de l'Homme rappelle le Musée ethnographique (une réplique du fétiche des Arumbayas semble d'ailleurs apparaître à côté de la statue volée), de même que les fléchettes empoisonnées et le trésor final de la quête constitué de diamants ;
- Tintin en Amérique : l'échappée d'Adrien, à flanc de façade d'un immeuble de grande hauteur ; l'aménagement de la nature sauvage au détriment des populations autochtones ;
- Le Lotus bleu et  Le Temple du Soleil : la rencontre et la complicité d'un jeune indigène ;
- Le Crabe aux pinces d'or : la scène de la poursuite en hors-bord, qui rappelle la course-poursuite finale de l'album ;
- Le Secret de La Licorne : la chasse aux trois fétiches, dans lesquels ont été dissimulés trois parchemins qu'il faut superposer face à une source lumineuse, pour voir apparaître la clé de l'énigme : « C'est de la lumière que viendra la lumière » (qui devient dans le film « Tout vient de la lumière ») ;
- Les Sept Boules de cristal : une malédiction plane sur les trois explorateurs ayant découvert les statuettes sacrées (dans l'aventure de Tintin, ils sont sept à avoir profané la tombe où reposait la momie de Rascar Capac ; Adrien et Agnès, comme Tintin et le Capitaine Haddock, déploient avec difficulté sous une pluie battante, la capote de leur voiture ; Agnès, comme le professeur Tournesol, est kidnappée et droguée par ses ravisseurs afin de pouvoir être emmenée en Amérique du Sud ;
- Les Cigares du pharaon : la poursuite de l'hydravion, dans un petit avion volé, se termine par une chute en pleine jungle, rappelant les circonstances de la fuite de Tintin[10].

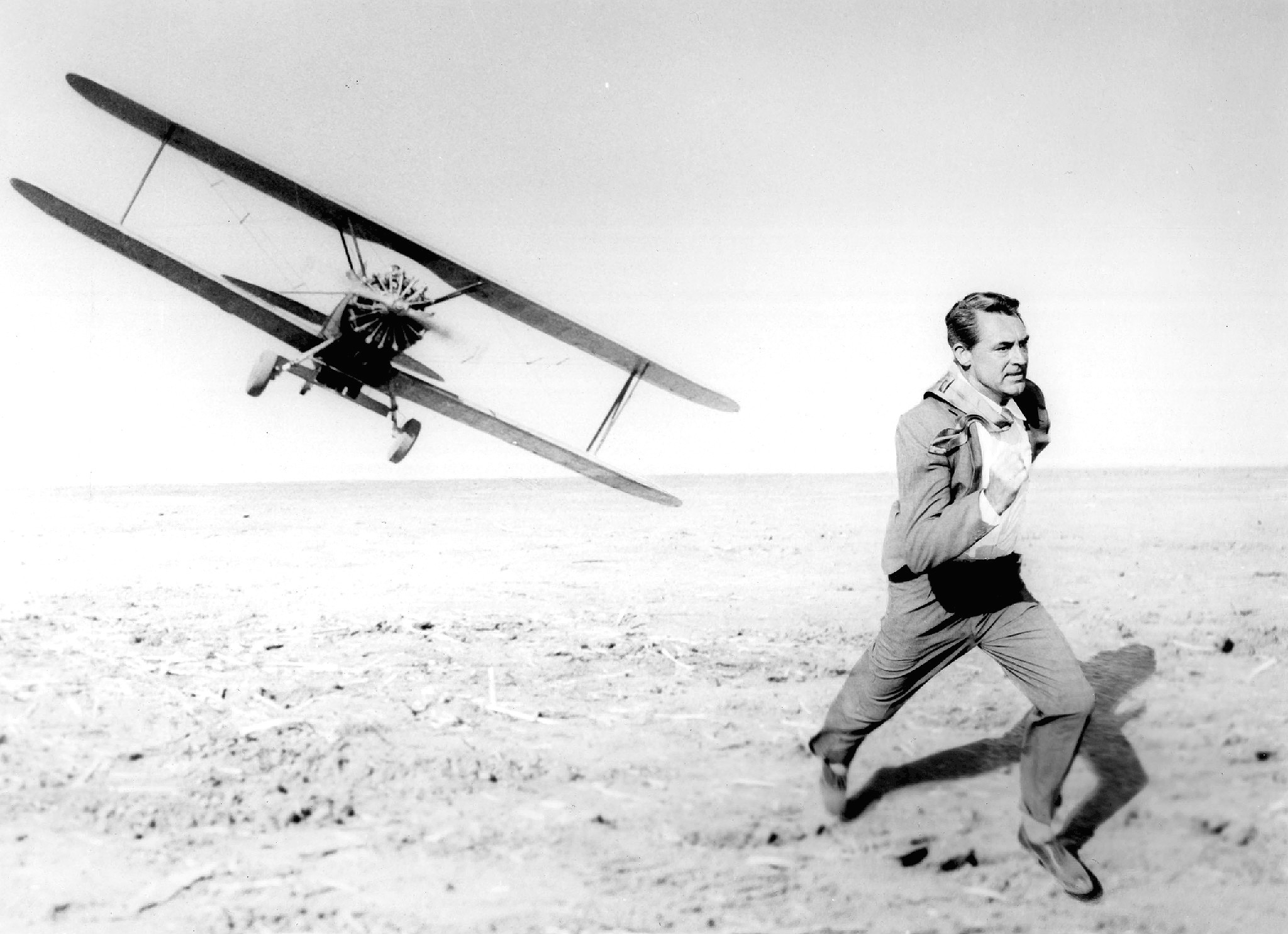
Dans La Mort aux trousses, Thornhill (Cary Grant) se jette dans un fossé pour échapper à un biplan, comme Jean-Paul Belmondo pour échapper aux voitures qui le poursuivent.

Le film évoque également La Mort aux trousses d'Alfred Hitchcock, dans lequel un homme ordinaire est également plongé malgré lui dans une série de péripéties ; L'Homme de Rio cite en outre une scène du film lorsque Jean-Paul Belmondo, poursuivi par une voiture, plonge dans un fossé comme Cary Grant dans la scène de l'avion. L'intrigue emprunte à l'univers de Tintin et de Bob Morane, avec une course effrénée à la poursuite d'un objet en même temps que d'une personne enlevée, avec des rebondissements qui soutiennent l'attention du spectateur[réf. nécessaire].
Le personnage de Mario de Castro est inspiré par l'architecte Oscar Niemeyer (1907-2012).

### Tournage
Il s'agit de la deuxième collaboration entre Philippe de Broca et Jean-Paul Belmondo, peu après Cartouche.
Le tournage a lieu du 16 mai au 2 août 1963 à Paris, dont l'aéroport d'Orly, et au Brésil, notamment à Rio de Janeiro et à Brasília, ville nouvelle alors en construction et quasi déserte imaginée par Niemeyer.
À Paris, les scènes sont tournées aux alentours de la gare de Lyon (arrivée d'Adrien), au Trocadéro et dans le musée de l'Homme (vol de la statuette, enquête de police et enlèvement du professeur Catelan) et sur l'île Saint-Louis. L'appartement de la tante d'Agnès, où Adrien vient la rejoindre, s'y trouve, au rez-de-chaussée de l'immeuble du 16 quai de Béthune, à l'angle avec la rue de Bretonvilliers et Agnès se fait enlever dans sa voiture dans cette rue, devant l'immeuble en face (alors au no 2 de la rue avec son entrée principale au 14, quai de Béthune). La poursuite dans Paris qui s'ensuit est tournée autour de la place du Panthéon ainsi que sur une avenue haussmanienne typique où circule un bus RATP de type Renault TN ayant pour terminus Porte d'Orléans. Celle-ci s'achève avant l'arrivée à Orly, après quelques plans sur le Boulevard périphérique de Paris.
À l'exception du saut en parachute, Jean-Paul Belmondo a réalisé lui-même toutes les cascades sans protection, notamment celle où il change de chambre en passant par l'extérieur de la façade de l'hôtel à Copacabana ou encore celle où il passe d'un immeuble à l'autre suspendu à un câble et pendant laquelle la chute de la petite nacelle l'oblige à revenir en arrière. Si Philippe de Broca a donné d'emblée son accord à Jean-Paul Belmondo, le producteur Alexandre Mnouchkine lui fait passer un essai avec un passage d’une fenêtre à l’autre, sur la cime d’un immeuble. Il rééditera ces exploits en 1975 dans Peur sur la ville.
La séquence  durant laquelle Belmondo glisse sur le toit de l'immeuble en construction et se raccroche de justesse  au bord du toit n'était pas prévue au scénario, mais elle a été gardée au montage. L'acteur a réellement glissé et aurait pu tomber du toit.
Le saut en parachute a quant à lui été réalisé par le cascadeur Gil Delamare.

## Accueil

### Box-office
Le film a enregistré 4 800 626 entrées en France lors de sa sortie en salles, ce qui en fait le quatrième plus gros succès de l'année derrière Bons Baisers de Russie, Merlin l'Enchanteur et Le Gendarme de Saint-Tropez.

## Distinctions

### Récompense
- New York Film Critics Circle Awards 1964 : meilleur film en langue étrangère

### Nominations et sélections
- Festival international du film de Karlovy Vary 1964 : en compétition pour le Globe de cristal
- Oscars 1965 : meilleur scénario original pour Daniel Boulanger, Philippe de Broca, Ariane Mnouchkine et Jean-Paul Rappeneau
- Golden Globes 1965 : Samuel Goldwyn International Award du meilleur film étranger

## Inspiration pour d'autres films
- L'ayant découvert adolescent et vu neuf fois comme il l'a confié dans une lettre adressée à Philippe de Broca en 2001, Steven Spielberg ne s'est jamais caché de s'être inspiré de L'Homme de Rio pour Les Aventuriers de l'arche perdue : on compte certains emprunts comme la scène dans laquelle le professeur finit par trouver la statuette suivie de la grotte qui s’effondre[5],[4]. À la sortie du film, après avoir lu des critiques comparant son héros à celui d'Hergé, Steven Spielberg découvre Les Aventures de Tintin ; il s'emparera des droits de la série en 1984, avec l'intention de les adapter sur grand écran, ce qu'il fera en 2011 avec Le Secret de la Licorne[4].
- Luc Besson s'inspirera de l'épisode de la mise en place des trois statuettes dans Le Cinquième Élément[5].
- Quelques éléments suggèrent une possible influence de ce film sur le long métrage d'animation Porco Rosso (1992) du réalisateur japonais Hayao Miyazaki. Les plus évidents semblent bien sûr être l'hydravion et la cinématographie de certaines séquences aériennes. Mais le parallèle le plus significatif est plutôt la présence d'un cabaret entouré par les eaux (bar flottant sur un fleuve d'Amazonie chez de Broca, hôtel Adriana au large des côtes italiennes chez Miyazaki), fréquenté par une clientèle exclusivement masculine d'aventuriers sans foi ni loi, et dont la patronne (Lola chez de Broca, Gina chez Miyazaki) — apparemment unique présence féminine de l'établissement — fait une brève apparition à l'occasion d'un tour de chant attendu, accueilli par l'assistance d'un silence respectueux[réf. nécessaire].
- Le film a également inspiré OSS 117 : Rio ne répond plus (2009) avec Jean Dujardin. On y retrouve une atmosphère et des personnages similaires, notamment lors de la scène se déroulant au sommet du Corcovado[réf. nécessaire].
- Maximilien Pierrette d'Allociné estime en 2020 que « s'il ne l'a jamais vraiment mentionné, nul doute que le Tom Cruise de ces dernières années, celui qui risque de faire de chaque film son dernier, a été influencé par l'acteur français et par ce film ». Il relève notamment que Tom Cruise effectue, comme Jean-Paul Belmondo, une course-poursuite à moto sans casque dans les rues de Paris dans Mission impossible : Fallout (2018)[4].

## Autour du film
- On voit dans le film une séquence de décollage d'un hydravion Consolidated PBY Catalina. Dans la séquence suivante où Adrien vole un petit avion (un Fairchild PT-19A[14]) pour s'élancer à la poursuite de l'hydravion, on voit furtivement un B-17 Flying Fortress.
- Le film montre la vie quotidienne en France dans les années 1960, avec entre autres des appartements typiques et des voitures. Mais aussi la « modernité » de cette décennie avec les avions (Douglas DC-8, Lockheed Constellation…[Information douteuse]), le nouvel aéroport d'Orly (inauguré 3 ans plus tôt) ou les locomotives électriques. Celles-ci au début des années 1960 font disparaître  les locomotives à vapeur avec de plus en plus de lignes électrifiées. Au début de film, le train est tracté par une BB 9400, une locomotive électrique lancée en 1959 (la série de celle du film est sortie d'usine en 1963). La moto qu'Adrien vole à la police à Paris est une Norton, marque qui fournissait au début des années 1960 la police et gendarmerie françaises.
- Tourné en 1963, L'Homme de Rio comporte plusieurs scènes  tournées à Brasilia (notamment les cascades de Jean-Paul Belmondo qui deviendront alors « sa marque de fabrique »). Les premières infrastructures et les premiers bâtiments de cette ville nouvelle ont été inaugurés en 1960, devenant officiellement la capitale du Brésil mais la ville reste au moment du tournage une véritable « ville-chantier ». Le but de cette nouvelle capitale — davantage centrée géographiquement — est de rééquilibrer la population concentrée sur les côtes de l'énorme territoire brésilien (8,5 millions de km², 5e pays le plus vaste du monde) et de faire un contrepoids et mettre fin à la concurrence entre les deux métropoles du Sudeste : Rio de Janeiro et Sao Paulo. Le projet remontait à la Constitution de 1891, mais c'est Juscelino Kubitschek, Président du Brésil entre 1956 et 1961, qui lança cet énorme chantier. Parmi les hommes qui ont conçu Brasilia, on cite souvent, et à juste titre, l'architecte Oscar Niemeyer (1907-2012), tout en oubliant parfois l'urbaniste Lucio Costa (1902-1998).
- Aux États-Unis, le film a bénéficié du bouche-à-oreille suscité par l'anecdote de son visionnage par le sénateur Robert Kennedy, frère du président des États-Unis, avec sa famille, dans un cinéma de Washington : alors qu'elle s'est aperçue au début du film qu'il s'agit d'un film en langue étrangère sous-titré, l'épouse sort de la salle pour demander un remboursement mais, après l'avoir obtenu, se voit opposer le refus de son mari et ses enfants, réjouis par le film[12].
- En 1985, dans une chanson de son album Voyager (Elle dansait la samba), le chanteur Dave rend hommage à Françoise Dorléac et à son personnage dans le film.

## Erreurs et incohérences
- Adrien se présente comme soldat de l'Armée de l'air « Soldat Dufourquet, troisième escadrille, Besançon ». Or il n'y a jamais eu de base aérienne à Besançon[15].
- Lorsque le professeur Catalan dérobe la statuette manquante, il administre un somnifère au chien de garde avant de sortir de la salle aux trésors. On voit alors furtivement sur ce plan une main humaine non coupée au montage qui donne un signal ou une directive au chien.
- Dans la version d'origine, le coscénariste Jean-Paul Rappeneau était crédité au générique avec les initiales de son prénom (J.P.) et un P en moins à son nom. L'erreur est corrigée lors des sorties du film en DVD et Blu-Ray.